# Silo granario

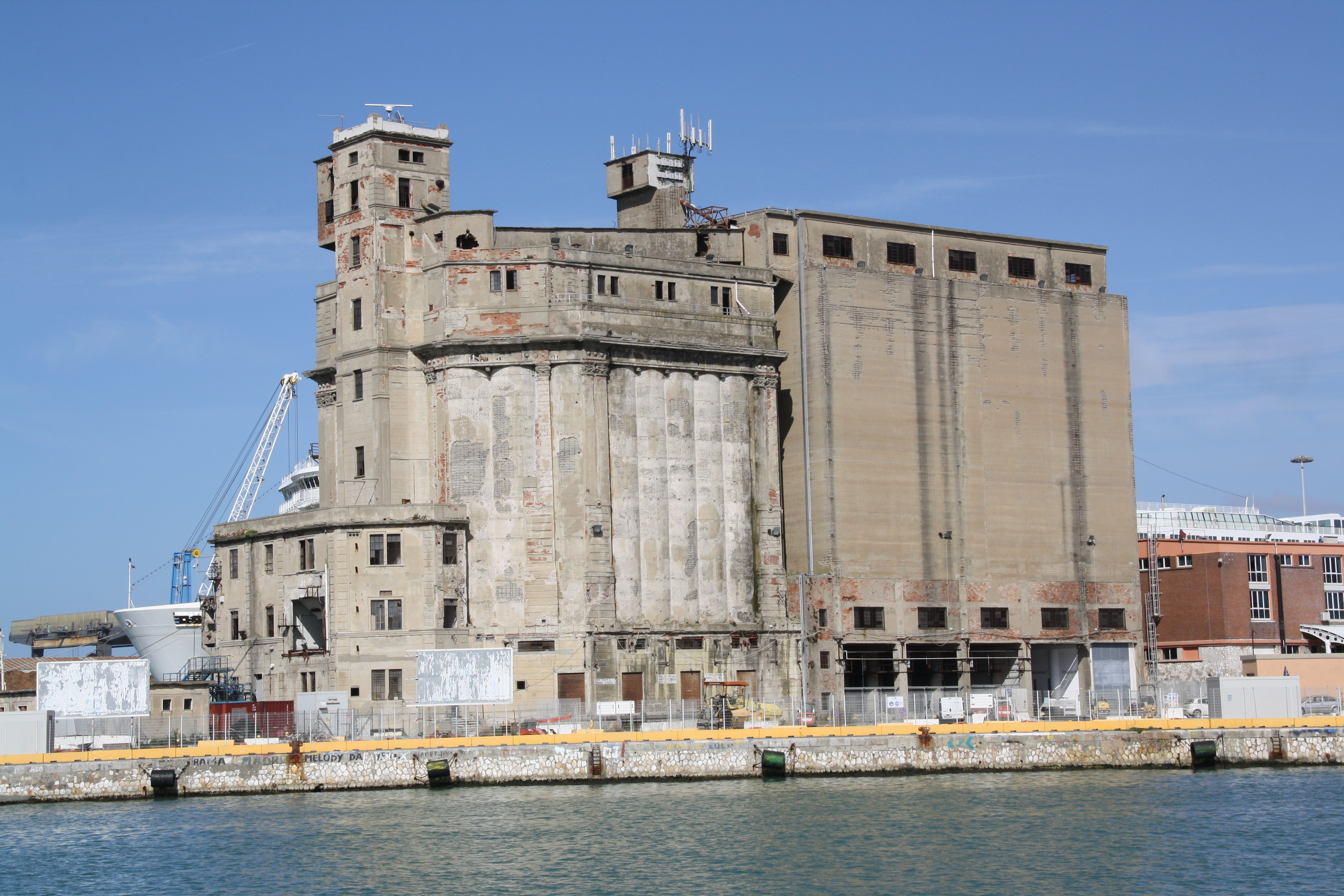
Il silo prima del restauro

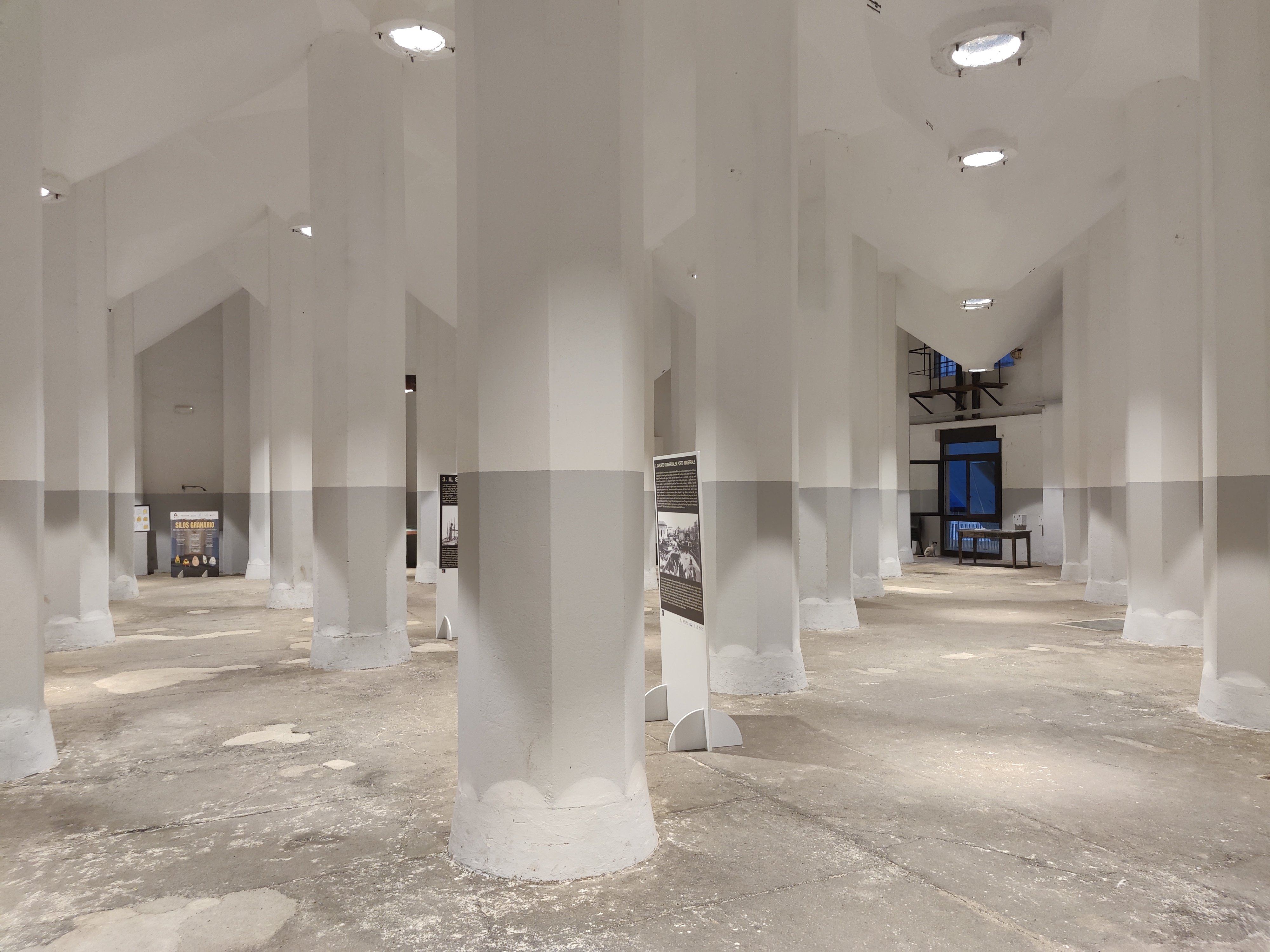
Interni del silo

Il silo granario è una struttura polifunzionale situata nel porto di Livorno, nei pressi della Fortezza Vecchia.

## Storia e descrizione
Il silo fu costruito tra il 1921 e il 1924 per lo stoccaggio di grano.
Danneggiato durante la seconda guerra mondiale, fu poi ristrutturato e successivamente ampliato con la costruzione di un nuovo fabbricato.
Il silo rimase operativo fino agli anni ottanta, per poi andare incontro ad un progressivo decadimento.
Nel 2018 sono cominciati i lavori di ristrutturazione, che hanno portato al parziale recupero della struttura nel corso del 2021.
Dal punto di vista architettonico, il silo rappresenta una delle prime applicazioni su larga scala in Italia del calcestruzzo armato.
L'edificio presenta una massa compatta, scandita dal ritmo dei grandi corpi circolari destinati allo stoccaggio dei prodotti granulari sfusi, con lesene angolari e cornicione aggettante alla sommità.
Il piano terra, recuperato per eventi, iniziative culturali e mostre, si estende per circa 800 metri quadrati.